# Pristimantis spectabilis
Espèce
Statut de conservation UICN

 DD  : Données insuffisantes
Pristimantis spectabilis est une espèce d'amphibiens de la famille des Craugastoridae.

## Répartition
Cette espèce est endémique de la province d'Oxapampa dans la région de Pasco au Pérou. Elle se rencontre à Santa Bárbara vers 3 300 m d'altitude dans la cordillère Orientale.

## Description
La femelle holotype mesure 22,7 mm.

## Publication originale
- Duellman & Chaparro, 2008 : Two distinctive new species of Pristimantis (Anura: Strabomantidae) from the Cordillera Oriental with a distributional synopsis of strabomantids in Central Peru. Zootaxa, no 1918, p. 13-25.